# Sfilamento

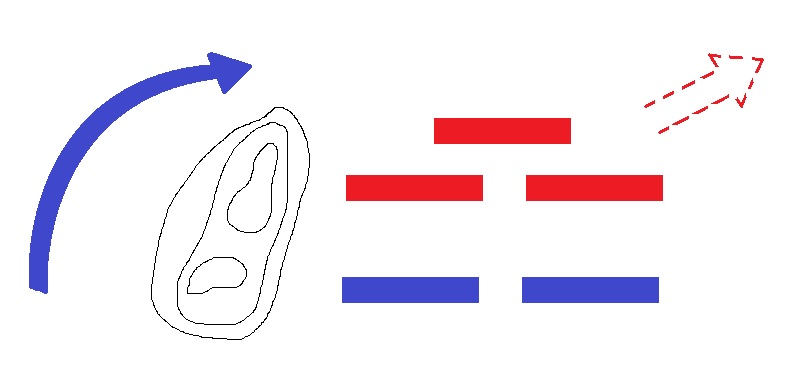
Esempio di manovra di sfilamento: le forze in blu attaccano frontalmente quelle rosse, lasciando che un contingente le aggiri e le attacchi dal retro. I rossi sono costretti a spostarsi per non essere accerchiati

Lo sfilamento, nella tattica militare, è un movimento che consente ad una forza attaccante di raggiungere la retroguardia avversaria separando i difensori dalle loro principali posizioni difensive. I difensori sono così costretti ad abbandonare quelle posizioni o ad inviare notevoli forze nel tentativo di riconquistarle. 

## Esempi del passato
- Campagna di Ulma (1805)
- Battaglia del Lago Trasimeno (217 a.C.)
- Battaglia di Farsalo (48 a.C.)